# Legge contro la crudeltà verso gli animali del 1835
La legge contro la crudeltà verso gli animali del 1835 fu una legge del parlamento del Regno Unito intesa a proteggere gli animali dai maltrattamenti.
L'azione legale britannica di proteggere gli animali iniziò con l'approvazione della legge sul trattamento crudele del bestiame del 1822 per prevenire il loro maltrattamento. La legge del 1835 emendò quella preesistente per includervi anche tori, cani, orsi, capre e pecore, vietò il bear-baiting e il combattimento di galli e gettò le basi per ulteriori leggi sulla protezione degli animali, sulla costruzione di rifugi e ospedali veterinari e per un trasporto e una macellazione più umani. Essa non si estendeva agli animali selvaggi.
La legge passò anche grazie alla pressione esercitata dalla Royal Society for the Prevention of Cruelty to Animals, fondata nel 1824. Fu sostituita dalla legge sulla crudeltà verso gli animali del 1849.